# 莫塔德亚尔塔雷霍斯
莫塔德亚尔塔雷霍斯，是西班牙卡斯蒂利亚-拉曼恰昆卡省的一个市镇。总面积17平方公里，总人口54人（2001年），人口密度3人/平方公里。